# アレクセイ・ネモフ
アレクセイ・ユリエビッチ・ネモフ（ロシア語: Алексей Юрьевич Немов、1976年5月28日 - ）は、ロシアの元体操競技選手。

## 略歴
乳児期に両親が離別し母子家庭で育った。5歳で体操を始め、1993年世界体操競技選手権（バーミンガム）にて16歳で国際大会デビューした。
元来自由演技には絶対の自信があり、1995年世界体操競技選手権（福井県鯖江市）では団体後半：自由演技のみの得点は出場全選手中第1位であったが団体前半：規定演技の得点が伸びず、合計得点がロシアチーム4番目であったため個人総合には出場することができなかった。
翌年のアトランタ五輪までには、規定課題を十分にマスターしてロシアを団体総合金メダルに導いた。また個人総合では中国の李小双と壮絶な接戦となり、最終種目の鉄棒で逆転され銀メダルに終わった。
2000年のシドニー五輪で、ネモフは抜群の安定感で第一種目の鉄棒から首位を守り抜き見事アトランタ五輪の雪辱を果たした。直前に長男が誕生しており、「息子がよいモチベーションになったんだ」とネモフは語った。
3度目の出場になったアテネ五輪の種目別鉄棒において、ネモフは豪快かつ華麗な連続離れ技を披露したが着地を大失敗したため得点が伸びなかった。採点ルールを知らない素人観客による場内のブーイングから、採点がやり直され得点が僅かに上昇した が、それでもなおブーイングは止まず競技が中断してしまった。そこでネモフは自ら感謝と静かにするようジェスチャーをし、観客を鎮めた。ネモフは最終的に5位だったが、次の演技者だったポール・ハムは銀メダルを獲得できた。

## 特徴
1990年代中盤から2000年代前半にかけて活躍した。ネモフはこの時期に活躍した体操選手にはめずらしく6種目すべてにおいて不得意種目がなく、アトランタオリンピックおよびシドニーオリンピックでは2大会連続の個人総合のメダルはもとより、種目別においてもつり輪以外はすべてメダルを獲得経験があるほどネモフは李小双と並びこの時期を代表する男子体操選手であった。
ネモフは姿勢が美しく、華麗な演技を持ち味としていた。ただし観客の反応と採点は別の問題であり、アテネ五輪ではそのことが表面化してしまった。
また、同年代のイワン・イワンコフ（ベラルーシ）らとともに旧ソ連邦の体操選手育成システム終盤の育成選手であった。